# Nationalstraße 5 (Ruanda)

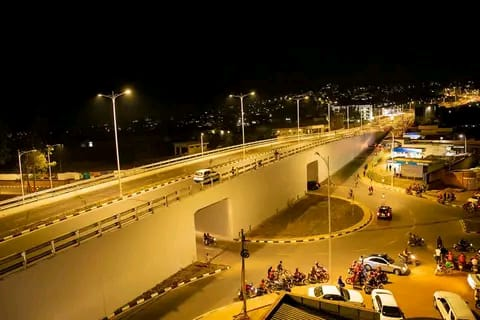
Straßenabschnitt im Distrikt Kicukiro

Die Nationalstraße 5 (englisch National Road 5, französisch Route nationale 5) ist eine vollständig asphaltierte Nationalstraße in Ruanda. Sie hat eine Gesamtlänge von 61 Kilometern und führt beginnend in der Hauptstadt Kigali von der Nationalstraße 4 im Distrikt Kicukiro abgehend aus Richtung Süden. Südlich von Kigali überquert die Straße zunächst den Fluss Nyabarongo und verläuft den Rest der Strecke weiter durch den Distrikt Bugesera. Im Sektor Mayange geht in Ramiro die Nationalstraße 6 nach Osten bzw. weiter südlich beim Flughafen Nemba nach Westen ab. Die Nationalstraße 5 endet an der Grenze zu Burundi nahe Nemba.

## Verlauf
Die Nationalstraße gliedert sich in sechs Abschnitte:
1. Sonatubes – Nyanza (4,6 km)
2. Nyanza – Mugendo (7,7 km)
3. Mugendo – Nyamata (14,7 km)
4. Nyamata – Gahembe (4,1 km)
5. Gahembe – Ramiro (16,6 km)
6. Ramiro – Nemba (14,4 km)